# Malo Crniće
Malo Crniće (Servisch: Мало Црниће) is een gemeente in het Servische district Braničevo.
Malo Crniće telt 13.853 inwoners (2002). De oppervlakte bedraagt 271 km², de bevolkingsdichtheid is 51,1 inwoners per km².

## Plaatsen in de gemeente
| - Aljudovo - Batuša - Boževac - Veliko Selo - Veliko Crniće - Vrbnica - Zabrega - Kalište - Kobilje - Kravlji Do | - Kula - Malo Gradište - Malo Crniće - Salakovac - Smoljinac - Toponica - Crljenac - Šapine - Šljivovac |